# 全国中学校軟式野球大会
全国中学校軟式野球大会（ぜんこくちゅうがっこうなんしきやきゅうたいかい）は、毎年8月に開催される、中学生を対象とした軟式野球の全国大会。日本中学校体育連盟および全日本軟式野球連盟主催。全中（ぜんちゅう）と略される。全国中学校体育大会の一部。

## 大会の概要
1979年に、それまで禁止されていた中学生スポーツの全国大会開催が緩和されたのを受け、同年に第1回大会が横浜スタジアムで開催された。以降第5回まで横浜で開催されたが、第6回以降は全国中学校体育大会と統合され、全国持ち回り開催となった。本大会は中学校の部活動チームに限定した大会だが、地域クラブチームも含めた全国大会として全日本少年軟式野球大会がある。

### 参加校数
第30回大会（2008年度）までは参加校数は北海道、北信越、中国、四国、開催地が各1チーム、東北、東海、近畿、九州が各2チーム、関東が3チームの計16校であったが、第31回大会より北海道と開催地を除く全てのブロックの代表枠が1つ増え、計24校となる。

### その他
主催者には全軟連も名を連ねているが、用具や使用球に関して独自の規定を持つ。また、全軟連は自ら主催する中学生年齢クラブチームの全国大会である全日本少年軟式野球大会を「中学生の甲子園」と称しているが、本大会も地方大会からの参加校数は9000に上り、全日本に劣らない規模と出場の難しさで中学球児の憧れの大会となっている。

## 出場経験のある主な野球選手
- 野中徹博：美濃加茂市立東中学校のエースとして第2回大会で準優勝。
- 武田一浩：明治大学付属中野中学校のエースとして第2回大会に出場（初戦敗退）。
- 松崎秀昭：熊本市立帯山中学校のエースとして第3回大会で優勝。
- 御船英之：熊本市立帯山中学校で第3回大会で優勝。
- 永野吉成：八代市立鏡中学校のエースとして第4回大会で準優勝。
- 長谷川滋利：高砂市加古川市組合立宝殿中学校のエースとして第5回大会で優勝。
- 西口文也：和歌山市立高積中学校の遊撃手・外野手として第8回・第9回大会に連続出場。
- 平井正史：宇和島市立城南中学校のエースとして第12回大会でベスト8。
- 鶴岡一成：高砂市立鹿島中学校の捕手として第14回大会で優勝。
- 山本省吾：星稜中学校のエースとして第14回・第15回大会に連続出場し、第15回大会で優勝。
- 鈴衛佑規：伊丹市立天王寺川中学校で田中総司とバッテリーを組み第14回大会でベスト4。
- 高木康成：吉田町立吉田中学校のエースとして第18回大会で優勝。
- 筑川利希也：相模原市立東林中学校のエースとして第19回大会でベスト8。
- 寺原隼人：宮崎市立赤江東中学校のエースとして第20回大会に出場（初戦敗退）。
- 北野良栄：星稜中学校の主将として第20回大会で優勝。
- 嶋基宏：海津市立日新中学校の内野手として第20回大会に出場（初戦敗退）。
- 成瀬善久：小山市立桑中学校のエースとして第22回大会でベスト4。1試合16奪三振の大会記録を樹立。
- 新垣勇人：相模原市立上溝中学校のエースとして第22回大会に出場（初戦敗退）。
- 鈴木将光：星稜中学校で1年生ながら第22回大会で準優勝。3年次に出場した第19回全日本少年軟式野球大会で3位。
- 筧裕次郎：明徳義塾中学校で第22回・第23回大会を2年連続制覇。3年次は第18回全日本軟式野球大会でも準優勝。
- 美馬学：藤代町立藤代中学校のエースとして第23回大会でベスト8。
- 小池翔大：修徳学園中学校の9番・正捕手として第25回大会で準優勝。
- 田中大二郎：明徳義塾中学校で第25回大会で優勝。
- 髙濱卓也：佐賀市立城南中学校のエースとして第26回大会でベスト8。同年の第21回全日本少年軟式野球大会で3位。
- 藤井翼：黒部市立桜井中学校で第26回大会で準優勝。
- 三上朋也：多治見市立南ヶ丘中学校の内野手として第26回大会に出場。
- 笠原将生：明徳義塾中学校の4番・左翼手として第27回大会で優勝。
- 下沖勇樹：二戸市立福岡中学校のエースとして第28回大会で優勝。
- 庄司隼人：常葉学園橘中学校のエースとして第28回大会に出場（初戦敗退）。
- 近藤健介：修徳学園中学校の遊撃手として2年生ながら第29回大会に出場（初戦敗退）。
- 西川健太郎：星稜中学校のエースとして第30回大会で優勝。
- 三好匠：北九州市立大谷中学校のエースとして第30回大会で3位。
- 野村亮介：清水市立飯田中学校のエースとして第30回大会に出場（初戦敗退）。
- 大竹耕太郎：熊本市立託麻中学校のエースとして第32回大会に出場（初戦敗退）｡
- 髙橋遥人：常葉学園橘中学校のエースとして第32回大会で優勝｡
- 梅津晃大：秀光中等教育学校の投手として第32回・第33回大会に連続出場。
- 清水昇：駿台学園中学校のエースとして第33回大会でベスト8。
- 佐藤正尭：明徳義塾中学校のエースとして第33回大会に出場（初戦敗退）。
- 森下暢仁：大分市立大東中学校のエースとして第34回大会に出場（初戦敗退）。
- 西巻賢二：秀光中等教育学校のエースとして第36回大会で優勝。
- 奥川恭伸：かほく市立宇ノ気中学校のエースとして第38回大会で優勝。
- 山瀬慎之助：かほく市立宇ノ気中学校の捕手として第38回大会で優勝。
- 横山陸人：江戸川区立上一色中学校のエースとして第38回大会で準優勝。
- 根本悠楓：白老町立白翔中学校のエースとして第39回大会で優勝。
- 田村俊介：明徳義塾中学校の外野手として2年生ながら第39回大会に出場（2回戦敗退）。
- 森木大智：高知中学校のエースとして第40回大会で優勝。
- 深沢鳳介：江戸川区立上一色中学校のエースとして第40回大会で3位。

## 歴代優勝・準優勝校
地元優勝を経験したのは第2回大会（横浜市開催）で優勝した横浜市立潮田中学校と第19回大会（愛媛県開催）で優勝した今治市立美須賀中学校の2校のみ。このうち、第2回大会優勝の横浜市立潮田中学校は開催地が横浜市の横浜スタジアムに固定化されていた時代であり、神奈川県代表ではなく、横浜市代表であるため、純粋な地元優勝とは性質が異なる。全国持ち回り大会に変更されて以降では第19回大会優勝の今治市立美須賀中学校のみである。
| 回 | 年度 | 開催地 | 会場                           | 優勝         | 優勝                     | 準優勝     | 準優勝 |
| -- | ---- | ------ | ------------------------------ | ------------ | ------------------------ | ---------- | ------ |
| 1  | 1979 | 神奈川 | 横浜スタジアム                 | 浜松三ヶ日   | 東海地区（静岡県）代表   | 宇部桃山   | 山口   |
| 2  | 1980 | 神奈川 | 横浜スタジアム                 | 横浜潮田     | 開催地（横浜市）代表     | 美濃加茂東 | 岐阜   |
| 3  | 1981 | 神奈川 | 横浜スタジアム                 | 熊本帯山     | 九州地区（熊本県）代表   | 静岡末広   | 静岡   |
| 4  | 1982 | 神奈川 | 横浜スタジアム                 | 秋田城東     | 東北地区（秋田県）代表   | 八代鏡     | 熊本   |
| 5  | 1983 | 神奈川 | 横浜スタジアム                 | 高砂宝殿     | 近畿地区（兵庫県）代表   | 習志野第二 | 千葉   |
| 6  | 1984 | 奈良   | 奈良市鴻ノ池球場               | 大分城南     | 九州地区（大分県）代表   | 伊奈波     | 岐阜   |
| 7  | 1985 | 北海道 | 札幌市円山球場                 | 淡路一宮     | 近畿地区（兵庫県）代表   | 栃木小山   | 栃木   |
| 8  | 1986 | 千葉   | 成田市営大谷津球場             | 佐世保相浦   | 九州地区（長崎県）代表   | 和歌山日高 | 和歌山 |
| 9  | 1987 | 静岡   | 静岡県草薙球場他               | 姶良帖佐     | 九州地区（鹿児島県）代表 | 星稜       | 石川   |
| 10 | 1988 | 岩手   | 岩手県営野球場                 | 玉東         | 九州地区（熊本県）代表   | 名古屋桜田 | 愛知   |
| 11 | 1989 | 岡山   | 岡山県野球場                   | 練馬開進第四 | 関東地区（東京都）代表   | 尾鷲       | 三重   |
| 12 | 1990 | 徳島   | 徳島県営鳴門球場               | 美浜松洋     | 近畿地区（和歌山県）代表 | 八代第二   | 熊本   |
| 13 | 1991 | 福岡   | 北九州市民球場                 | 岩見沢東光   | （北海道）代表           | 防府右田   | 山口   |
| 14 | 1992 | 石川   | 金沢市民球場他                 | 高砂鹿島     | 近畿地区（兵庫県）代表   | 佐賀城南   | 佐賀   |
| 15 | 1993 | 奈良   | 奈良市鴻ノ池球場               | 星稜         | 北信越地区（石川県）代表 | 大和郡山南 | 奈良   |
| 16 | 1994 | 北海道 | 札幌市円山球場                 | 東海大一     | 東海地区（静岡県）代表   | 若草       | 山梨   |
| 17 | 1995 | 栃木   | 宇都宮清原球場                 | 八代第六     | 九州地区（熊本県）代表   | 大阪成南   | 大阪   |
| 18 | 1996 | 三重   | 霞ヶ浦第1野球場                | 吉田         | 東海地区（静岡県）代表   | 諸富       | 佐賀   |
| 19 | 1997 | 愛媛   | 松山市・会場不明               | 今治美須賀   | 四国地区（愛媛県）代表   | 諸富       | 佐賀   |
| 20 | 1998 | 宮城   | 宮城球場他                     | 星稜         | 北信越地区（石川県）代表 | 糸満三和   | 沖縄   |
| 21 | 1999 | 富山   | 富山市民球場他                 | 福岡原       | 九州地区（福岡県）代表   | 藤枝高洲   | 静岡   |
| 22 | 2000 | 大分   | 新大分球場                     | 明徳義塾     | 四国地区（高知県）代表   | 星稜       | 石川   |
| 23 | 2001 | 岡山   | 岡山県倉敷スポーツ公園野球場他 | 明徳義塾     | 四国地区（高知県）代表   | 松戸第六   | 千葉   |
| 24 | 2002 | 奈良   | 奈良市鴻ノ池球場               | 玉野宇野     | 中国地区（岡山県）代表   | 三重玉城   | 三重   |
| 25 | 2003 | 北海道 | 岩見沢市営球場他               | 明徳義塾     | 四国地区（高知県）代表   | 修徳       | 東京   |
| 26 | 2004 | 茨城   | 水戸市民球場                   | 習志野第二   | 関東地区（千葉県）代表   | 黒部桜井   | 富山   |
| 27 | 2005 | 静岡   | 静岡県草薙球場                 | 明徳義塾     | 四国地区（高知県）代表   | しらかし台 | 宮城   |
| 28 | 2006 | 愛媛   | 松山坊っちゃんスタジアム他     | 二戸福岡     | 東北地区（岩手県）代表   | 丸亀飯山   | 香川   |
| 29 | 2007 | 秋田   | 秋田こまちスタジアム他         | 嘉手納       | 九州地区（沖縄県）代表   | 与勝       | 沖縄   |
| 30 | 2008 | 長野   | 諏訪市諏訪湖スタジアム         | 星稜         | 北信越地区（石川県）代表 | 静岡翔洋   | 静岡   |
| 31 | 2009 | 沖縄   | 沖縄市野球場他                 | 諸富         | 九州地区（佐賀県）代表   | 静岡翔洋   | 静岡   |
| 32 | 2010 | 岡山   | 倉敷マスカットスタジアム他     | 常葉橘       | 東海地区（静岡県）代表   | 三重海星   | 三重   |
| 33 | 2011 | 和歌山 | 和歌山県営紀三井寺野球場他     | 諸富         | 九州地区（佐賀県）代表   | 奥田       | 富山   |
| 34 | 2012 | 群馬   | 群馬県立敷島公園野球場他       | 西宮学文     | 近畿地区（兵庫県）代表   | 星稜       | 石川   |
| 35 | 2013 | 愛知   | 豊橋市民球場他                 | 西之表種子島 | 九州地区（鹿児島県）代表 | 沖縄西原   | 沖縄   |
| 36 | 2014 | 徳島   | 徳島県鳴門総合運動公園野球場他 | 秀光         | 東北地区（宮城県）代表   | 中標津     | 北海道 |
| 37 | 2015 | 福島   | 福島県営あづま球場             | 門川         | 九州地区（宮崎県）代表   | 秀光       | 宮城   |
| 38 | 2016 | 新潟   | 新潟県立鳥屋野潟公園野球場     | かほく宇ノ気 | 北信越地区（石川県）代表 | 上一色     | 東京   |
| 39 | 2017 | 宮崎   | 宮崎県総合運動公園硬式野球場   | 白老白翔     | （北海道）代表           | 刈谷朝日   | 愛知   |
| 40 | 2018 | 広島   | 呉市二河野球場他               | 高知         | 四国地区（高知県）代表   | 秀光       | 宮城   |
| 41 | 2019 | 滋賀   | 皇子山球場他                   | 北九州浅川   | 九州地区（福岡県）代表   | 高知       | 高知   |
| 42 | 2020 | 中止   | -                              | -            | -                        | -          | -      |
| 43 | 2021 | 千葉   | ゼットエーボールパーク他       | 大田第二     | 中国地区（島根県）代表   | 上一色     | 東京   |
| 44 | 2022 | 北海道 | 札幌市円山球場他               | 駿台学園     | 関東地区（東京都）代表   | 静岡翔洋   | 静岡   |
| 45 | 2023 | 高知   | 春野総合運動公園野球場他       | 静岡翔洋     | 東海地区（静岡県）代表   | 大府北     | 愛知   |
| 46 | 2024 | 福井   | 敦賀市総合運動公園野球場他     | 高知         | 四国地区（高知県）代表   | 佐久長聖   | 長野   |
| 47 | 2025 | 佐賀   |                                |              |                          |            |        |
| 48 | 2026 | 島根   |                                |              |                          |            |        |
| 49 | 2027 | 和歌山 |                                |              |                          |            |        |
| 50 | 2028 | 東京   |                                |              |                          |            |        |